# Magnar Solberg
Pour les articles homonymes, voir Solberg.
Magnar Solberg, né le 4 février 1937 à Soknedal (no), est un biathlète norvégien. Il est double champion olympique de l'individuel en 1968 et 1972.

## Biographie
Aux Jeux olympiques d'hiver de 1968, il obtient ses premières médailles avec l'argent sur le relais et l'or sur l'individuel. Il reçoit cette année la Médaille d'or Morgenbladets, importante distinction du sport norvégien.
En 1969, aux Championnats du monde, il est aussi médaillé d'argent en relais et gagne la médaille de bronze à l'individuel. Il décroche la médaille d'argent au relais lors des deux prochains mondiaux également, ainsi que la médaille de bronze sur l'individuel en 1971.
Aux Jeux olympiques d'hiver de 1972, où il est porte-drapeau, il gagne son deuxième titre, conservant celui de l'individuel acquis quatre ans auparavant. Il reste le seul double champion olympique de l'individuel jusque là.
Il est policier de profession en dehors du biathlon.

## Palmarès

### Jeux olympiques
- Jeux olympiques d'hiver de 1968 à Grenoble :
  -  Médaille d'or à l'individuel.
  -  Médaille d'argent en relais.
- Jeux olympiques d'hiver de 1972 à Sapporo :
  -  Médaille d'or à l'individuel.

### Championnats du monde
- Mondiaux 1969 à Zakopane :
  -  Médaille d'argent en relais.
  -  Médaille de bronze à l'individuel.
- Mondiaux 1970 à Östersund :
  -  Médaille d'argent en relais.
- Mondiaux 1971 à Hämeenlinna :
  -  Médaille d'argent en relais.
  -  Médaille de bronze à l'individuel.